# كوبي سيمونز
كوبي سيمونز (4 يوليو 1997 بأتلانتا في الولايات المتحدة - ) (بالإنجليزية: Kobi Simmons)‏ هو لاعب كرة سلة أمريكي في مركز هجوم خلفي. لعب مع Arizona Wildcats men's basketball ‏.

## وصلات خارجية
- كوبي سيمونز على موقع إن بي أي (الإنجليزية)
- كوبي سيمونز على موقع سبورتس رفرنس (الإنجليزية)
- كوبي سيمونز على موقع كرة السلة الأوروبية.كوم (الإنجليزية)
- كوبي سيمونز على موقع إي إس بي إن.كوم (الإنجليزية)
- كوبي سيمونز على موقع كلية كرة السلة في سبورتس رفرنس.كوم (الإنجليزية)
- كوبي سيمونز على موقع ريلجم (الإنجليزية)
- كوبي سيمونز على موقع بروبوليرز (الإنجليزية)
- كوبي سيمونز على موقع سبورتس رفرنس (الإنجليزية)
- كوبي سيمونز على موقع سبورتس رفرنس (الإنجليزية)